# Kompaktes Objekt
Ein kompaktes Objekt (auch endlich präsentiertes Objekt) ist im mathematischen Teilgebiet der Kategorientheorie ein Objekt einer Kategorie, das eine gewisse Endlichkeitsbedingung erfüllt.

## Definition
Ein Objekt {\displaystyle X} einer Kategorie {\displaystyle {\mathcal {C}}}, die alle filtrierten Kolimiten enthält heißt kompakt, falls der Funktor
{\displaystyle \operatorname {Hom} _{\mathcal {C}}(X,\cdot )\colon C\to \mathbf {Set} ,Y\mapsto \operatorname {Hom} _{\mathcal {C}}(X,Y)}
filtrierte Kolimiten erhält, das heißt, falls die kanonische Abbildung
{\displaystyle \operatorname {colim} _{i}\operatorname {Hom} _{\mathcal {C}}(X,Y_{i})\to \operatorname {Hom} _{\mathcal {C}}(X,\operatorname {colim} _{i}Y_{i})}
für jedes filtrierte System von Objekten {\displaystyle Y_{i}} in {\displaystyle {\mathcal {C}}} eine Bijektion ist. Analog heißt {\displaystyle X} kokompakt, falls der Funktor {\displaystyle \operatorname {Hom} _{\mathcal {C}}(\cdot ,X)} kofiltrierte Limiten erhält.